# Ясень (Гомельская область)
Ясень (бел. Ясень) — деревня в Коротьковском сельсовете Кормянского района Гомельской области Беларуси.
В связи с радиационным загрязнением после катастрофы на Чернобыльской АЭС жители (26 семей) переселены в начале 1990-х годов в чистые места.
Кругом лес.

## География

### Расположение
В 19 км на северо-восток от Кормы, в 73 км от железнодорожной станции Рогачёв (на линии Могилёв — Жлобин), в 129 км от Гомеля.

## Транспортная сеть
Транспортные связи по просёлочной, затем автомобильной дороге Волынцы — Корма. Планировка состоит из прямолинейной улицы, застроенной двусторонне и ориентированной с юго-востока на северо-запад. Жилые дома деревянные, усадебного типа.

## История
Основана в начале XX века. Наиболее активная застройка велась в 1920-е годы, когда здесь, на бывших помещичьих землях, селились переселенцы из соседних деревень. В 1931 году жители вступили в колхоз. Согласно переписи 1959 года входила в состав совхоза «Волынцы» (центр — деревня Волынцы). До 31 октября 2006 года в составе Волынецкого сельсовета.

## Население

### Численность
- 1990-е — жители (26 семей) переселены.

### Динамика
- 1959 год — 156 жителей (согласно переписи).
- 1990-е — жители (26 семей) переселены.